# Grupo Lusiaves

O Grupo Lusiaves SGPS é um grupo de empresas do setor agroalimentar, sediado em Leiria, com um volume de negócio superior a 465 milhões de euros. O Grupo integra mais de 30 empresas ligadas ao setor agroalimentar, tendo 41 unidades distribuídas por 24 concelhos, situadas de norte a sul de Portugal, e tem cerca de 4000 colaboradores.
A empresa tem recebido inúmeros prémios, dos quais se destaca o prémio para a Melhor Grande Empresa do Setor Agrícola com o alto patrocínio do Ministério da Agricultura, no ano de 2012, e o Prémio Empreendedorismo do Fórum Empresarial do Algarve no ano de 2015.

## História
A Lusiaves teve o seu início em 1981, em Leiria, criado por Avelino Mota Gaspar, que adquiriu um pequeno centro de abate na Marinha das Ondas e quatro pavilhões de produção, um na localidade da Marinha das Ondas, com capacidade para 13.500 frangos, e três no lugar de Casal de Seiça, freguesia de Lavos, com capacidade para 30 mil frangos. O capital social era, nesta altura, dividido em partes iguais entre Avelino Gaspar e o tio.
Em Janeiro de 1988, o Grupo alargou o mercado onde comercializava. Contratou vendedores de modo a abrir novas rotas de distribuição - que foram sendo sucessivamente alargadas até cobrir todo o País -, iniciou a construção de pavilhões de modo a aumentar a produção e remodelou as infraestruturas do centro de abate. Iniciou, ainda, a comercialização de outros produtos como: perus, galinhas, codornizes, patos e, mais tarde, a atividade de desmancha e embalagem das aves. Abriu, também, um entreposto em Leiria com uma sala de desmancha, que permitiu iniciar a atividade de venda de carne de porco e vaca.
Com a chamada “crise dos nitrofuranos”, em 2003, o Grupo Lusiaves adquiriu diversas empresas, tais como a Campoaves, empresa dedicada exclusivamente a criação de frango do campo criado ao ar livre, líder de mercado neste segmento com uma marca de grande prestígio, que permitiu aumentar o portfólio de produtos.
O Grupo Lusiaves é o segundo maior acionista da Scandi Standard, a maior produtora de aves da Suécia, (com operações também na Noruega, Finlândia, Dinamarca e Irlanda), após aquisição de mais de 10% das ações da empresa.

## Actividade
O Grupo integra mais de 30 empresas ligadas ao setor agroalimentar e opera em todas as etapas da sua cadeia de valor, desde a produção de milho, a produção de alimentos compostos para animais, a produção de ovos para incubação, a incubação de ovos e produção de pintos, a produção avícola de frango, frango do campo e perus, o abate de aves, a transformação de produtos alimentares, o armazenamento e comercialização de produtos alimentares. Também atua na área da saúde e nutrição animal.

## Marcas
O Grupo Lusiaves, tem seis marcas associadas, todas elas dispondo de uma alargada gama de produtos frescos ou congelados. A Lusiaves é a principal marca do grupo, especializada em produtos frescos, congelados e transformados de aves.

## Responsabilidade Social
Em 2018, o Grupo Lusiaves lançou o Prémio Fazer Avançar, uma iniciativa que pretende distinguir os projetos que promovam o desenvolvimento das comunidades, onde o Grupo está inserido, ao nível social, económico, cultural ou ambiental.
Em 2020, o Grupo apoiou unidades de saúde e instituições sociais com mais de meio milhão de euros, no âmbito da pandemia da covid-19, através de ventiladores, donativos e bens alimentares. Anteriormente, já tinha sido doada uma verba de 150 mil euros para a expansão da unidade de pneumologia do Hospital Santo André e para a adaptação das salas hospitalares existentes, com o objetivo de criar espaços melhor preparados para o tratamento de doentes infetados por covid-19.
Além dos apoios na área da saúde, o Grupo Lusiaves tem garantido, em diversos concelhos onde o se encontra instalado, alimentos e outros serviços às pessoas mais carenciadas, no âmbito de programas camarários ou de associações de utilidade pública, bem como apoio ao regular funcionamento de corporações de bombeiros voluntários, no sentido de ajudar estas instituições a manterem- se na linha da frente e no auxílio a toda a população e contribuir para a melhoria da qualidade de vida da comunidade onde se insere.
Em 2022, o grupo Lusiaves assegurou a continuidade do projeto 'Morada Certa – Leiria Housing First', da responsabilidade da InPulsar - Associação para o Desenvolvimento Comunitário, instituição de cariz social de Leiria. Desta forma, foi garantido o alojamento de 12 utentes, cujos encargos financeiros são suportados pelo Grupo. Este projeto proporciona o acesso direto a uma habitação individualizada, estável e integrada a pessoas que se encontrem a viver em situação de sem-abrigo. Este projeto teve o seu início em 2019 e tem por objetivo inserir socialmente pessoas sem-abrigo na cidade de Leiria, através do modelo internacional Housing First. Desde a sua criação, já contribuíram para a integração de 23 pessoas, das quais 17 continuam a ser acompanhadas em junho de 2024.

## Responsabilidade Ambiental
No âmbito do Leilão Solar 2019, promovido pela entidade governamental DGEG - Direção Geral de Energia e Geologia, o Grupo Lusiaves lançou um parque fotovoltaico com capacidade instalada de 17,37 megawatts, localizado no concelho de Soure, distrito de Coimbra. Esta iniciativa terá capacidade para abastecer cerca de 8.000 habitações.
Ainda, em conjunto com o Banco Português de Investimento (BPI), foi lançado uma emissão de obrigações verdes chamada “Green Bonds” destinado a financiar projetos “verdes” como a instalação de parques fotovoltaicos e unidades para autoconsumo de energia renovável, de base fotovoltaica, tecnologias de eficiência energética, renovação da frota com veículos 100% elétricos, no âmbito da estratégia de sustentabilidade do Grupo.
Em 2024, o Grupo Lusiaves investiu 66 milhões de euros num novo centro de incubação de ovos, inaugurado no Parque Industrial Manuel da Mota, em Pombal, no distrito de Leiria, o qual é descrito como "um dos melhores da Europa". O investimento da Lusiaves prevê a criação de 200 postos de trabalho, num novo centro de incubação que tem uma capacidade de produção anual de mais de 62 milhões de pintos.